# Đá

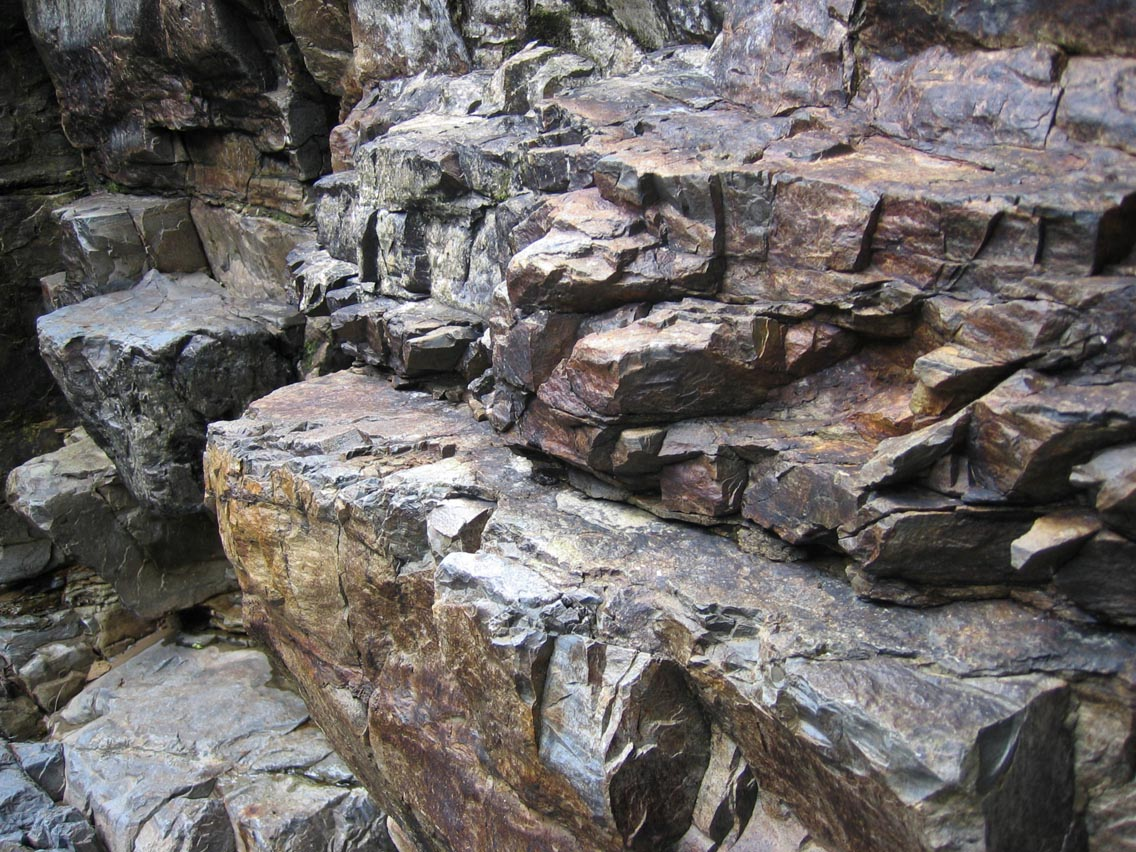
Một mỏm đá dọc theo một con suối trên núi gần Orosí, Costa Rica.

Đá hay nham thạch là tổ hợp có quy luật của các loại khoáng vật, có thể là một thể địa chất có lịch sử hình thành riêng biệt. Cách phân loại tổng quát nhất dựa trên nguồn gốc thành tạo gồm đá macma, đá trầm tích và đá biến chất. Đôi khi thiên thạch được xem là một nhóm đá riêng có nguồn gốc từ vũ trụ.  
"Nham thạch" là một từ Hán Việt dùng để chỉ đá theo thiên hướng học thuật hoặc một cách chung chung, trong đó nham (岩) chỉ đá tảng, đá núi và thạch (石) chỉ đá hòn, đá sỏi.
Với thời gian đời người đá không có sự biến đổi nhưng chúng có thể bị biến đổi bởi các quá trình địa chất diễn ra trong thời gian rất dài. Chu trình thạch học mô tả các giai đoạn mà các loại đá được hình thành và biến chuyển từ dạng này sang dạng khác. Đá magma hình thành khi dung nham đông nguội trên bề mặt hoặc kết tinh ở dưới sâu. Các đá trầm tích được hình thành từ quá trình lắng đọng vật liệu, rồi nén ép thành đá. Trong khi đá biến chất có thể hình thành từ các loại đá magma, đá trầm tích hay các loại đá biến chất có trước dưới tác động của nhiệt độ và áp suất.
Đá là một loại vật liệu gắn liền với lịch sử phát triển của loài người. Từ thời đại đồ đá con người đã biết dùng đá để làm vũ khí tự vệ, săn bắn, công cụ sản xuất. Đặc biệt, đá được dùng trong xây dựng những công trình mà ngày nay chúng trở nên nổi tiếng như Kim tự tháp Ai Cập, Angkor Wat, thành Babylon, El-Djem, Colisée, Bourgogne, Épidayre.

## Chu trình đá

Sơ đồ thạch học. 1 = macma; 2 = kết tinh; 3 = đá magma; 4 = bào mòn; 5 = trầm tích; 6 = lắng đọng & đá trầm tích; 7 = chôn vùi kiến tạo & biến chất; 8 = đá biến chất; 9 = nóng chảy.

Chu trình thạch học hay còn gọi là vòng tuần hoàn của đá nằm ở lớp thạch quyển thuộc vỏ Trái Đất. Cũng giống như nước hay nhiều loại hợp chất khác, chúng biến đổi tuần tự theo một chu trình xác định và quay vòng một cách có hệ thống tạo nên vòng tuần hoàn khép kín.
Các đá magma được kết tinh bên dưới lớp vỏ từ magma nóng hoặc được đưa lên trên mặt để hình thành đá núi lửa. Các quá trình bóc mòn, phong hóa diễn ra trên bề mặt làm đá vỡ ra được mang đi nơi khác lắng đọng lại ở những môi trường có năng lượng thấp như hồ, biển, vv... Sau khi lắng đọng thường do áp lực của chính bản thân vật liệu làm các vật liệu trầm tích bị cố kết để hình thành nên đá trầm tích. Một khi các đá trầm tích hoặc magma chịu tác động của môi trường có nhiệt độ hoặc áp suất cao hoặc cả hai yếu tố trên làm cho chúng bị biến đổi về cả thành phần và cấu trúc để tạo ra các đá biến chất. Cả ba loại đá này đều có thể bị hút chìm vào bên trong manti ở các đới hút chìm và tan chảy thành magma lỏng, và cứ thế quá trình tiếp tục tuần hoàn.
Các đá cũng như thế, chúng cũng biến đổi tuần tự theo những chu trình xác định dưới những điều kiện tác động về hóa lý khác nhau từ môi trường như bị phong hóa, lắng đọng, nóng chảy, kết tinh, đông kết..vv. Ta có thể khởi đầu vòng tuần hoàn từ vật liệu magma có trong lòng đất.
(1) Magma → Đá magma phun trào → Trầm tích → Đá trầm tích → Đá biến chất → magma
(2) Magma → Đá magma xâm nhập → Trầm tích → Đá trầm tích → Đá biến chất → magma
Đây có thể coi là hai vòng tuần hoàn lớn vì ngoài ra còn có các vòng tuần hoàn nhỏ hơn cũng xuất phát từ vật liệu ban đầu là magma. Nhưng những vòng tuần hoàn nhỏ này có đường đi ngắn hơn, bỏ qua một số đá nào đó.
(3) Đá magma → Đá magma phun trào → Đá biến chất → magma
(4) Đá magma → Đá magma xâm nhập → Đá biến chất → magma
(5) Đá biến chất (có thể xuất phát từ thiên thạch)→ Trầm tích → Đá trầm tích → Đá biến chất → magma
(6) Đá trầm tích (có thể xuất phát từ thiên thạch)→ Trầm tích → Đá trầm tích → Đá biến chất → magma

## Đá magma
Đá magma được hình thành từ kết quả nguội lạnh, đông cứng của dung dịch silicat nóng chảy (dung dịch macma) và được chia (theo nguồn gốc thành tạo) làm hai loại macma chính: macma xâm nhập và macma phun trào. Macma này có thể có nguồn gốc từ manti của Trái Đất hoặc từ các loại đá đã tồn tại trước đó bị nóng chảy do các thay đổi nhiệt độ áp suất cực cao. Khoảng 64,7% thể trích vỏ Trái Đất được cấu tạo bởi các đá magma, trong đó, 66% là basalt và gabro, 16% là granit, và 17% granodiorit và diorit. Chỉ có 0,6% là syenit và 0,3% peridotit và dunit. Vỏ đại dương là 99% basalt, một loại đá có thành phần mafic. Granit và các đá tương tự cấu tạo nên phần lớn vỏ lục địa. Trên 700 loại đá magma đã được miêu tả lại, phần lớn trong chúng được tạo ra gần bề mặt lớp vỏ Trái Đất. Các loại đá magma chiếm khoảng 95% toàn bộ phần phía trên của lớp vỏ Trái Đất, nhưng chúng phân bố phổ biến hơn ở bên dưới lớp đá trầm tích và đá biến chất tương đối mỏng nhưng phân bố rộng.

### Thành phần hóa học & khoáng vật

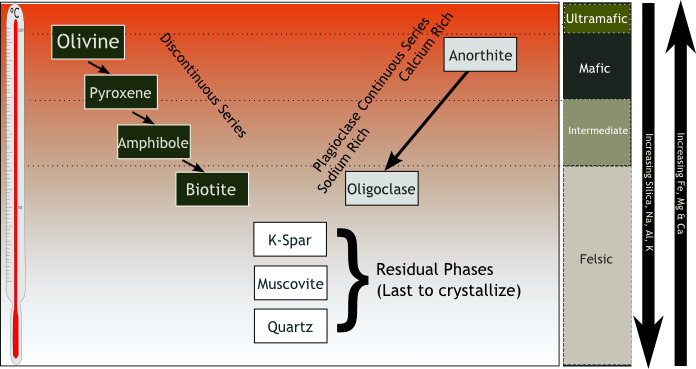
Chuỗi phản ứng Bowen: không liên tục (trái); liên tục (phải)

Người ta dựa vào thần phần hóa học của đá magma, đặc biệt là silic dioxide (SiO2) để phân ra thành các đá base, trung tính và axit. Ngoài ra, việc phân loại theo thành phần hóa có thể gồm siêu mafic, mafic (tương đương với base) hay đá sẫm màu, trung tính và felsic (tương đương với axit) hay đá sáng màu. Xu hướng ngày nay người ta dùng cách gọi mafic, felsic để tránh nhầm lẫn với tính chất axit, base trong hóa học. Thuật ngữ felsic được hình thành khi ghép các từ fel của fenspat (tiếng Anh là Felspar) và si của silic. Từ mafic cũng hình thành theo cách tương tự: ma của magiê và f của ferrum (chỉ sắt) trong tiếng Latinh. Các đá felsic là các đá sáng màu do chứa nhiều natri và kali hơn so với các đá mafic. Các đá felsic có nhiệt độ nóng chảy thấp hơn nhưng bền hơn trong điều kiện phong hóa so với đá mafic.
Chuỗi phản ứng Bowen miên tả quá trình magma nguội lạnh và trình tự kết tinh các khoáng vật để hình thành các loại đá. Chuỗi phản ứng của Boween gồm hai nhánh, nhánh bên phải được gọi là chuỗi phản ứng không liên tục, còn nhánh bên trái được gọi là chuỗi phản ứng liên tục. Nhánh không liên tục bắt đầu kết tinh ở 1200 độ C đứng đầu là olivin - một khoáng vật rất giàu sắt và magnesi, tiếp theo là pyroxen, amphibol, và biotit. Quá trình kết tinh này làm hàm lượng SiO2 trong phần còn lại của magma tăng cao. Trong khi đó, nhánh liên tục bên phải bắt đầu là plagioclase giàu calci có tên gọi là anorthit, từ đây, thành phần calci của khoáng vật này bị thay thế liên tục bằng natri để tạo ra plagioclase giàu natri-anbit. Tiếp theo muscovit và fenspat giàu SiO2 được kết tinh ở nhiệt độ thấp hơn. Thạch anh là sản phẩm kết tinh cuối cùng trong chuỗi phản ứng trên ở nhiệt độ 750 độ C.

### Kiến trúc
Đá magma có các kiến trúc khác nhau tùy theo môi trường mà chúng thành tạo. Các đá có hạt thô đồng đều là do quá trình nguội lạnh từ từ khi đó các khoáng vật có thời gian để hình thành những tinh thể, loại kiến trúc này được gọi là hiển tinh. Các đá có kiến trúc hiển tinh thường đặc trưng cho môi trường thành tạo dưới mặt đất, như granit, diorit hoặc gabro. Còn các đá nguội lạnh nhanh, các khoáng vật không có thời gian kết tinh như đá núi lửa thường có các kiến trúc ban tinh, vi tinh, ẩn tinh hoặc thủy tinh như ryolit, andesit hay bazan. Đối với các đá có kiến trúc ban tinh, sự xuất hiện các hạt tinh thể to là do chúng được hình thành từ trước dưới sâu và được mang lên trên bề mặt qua quá trình phun trào. Một số loại đá phun trào hình thành nên cấu trúc lỗ hổng hoặc cấu trúc bọt, các cấu trúc này đặc trưng cho các dung nham có chứa nhiều chất bốc (hơi nước, CO2) ở áp suất cao, khi lên đến bề mặt áp suất bị giảm nên pha khí tách ra khỏi pha lỏng, và kết quả là để lại những lỗ rỗng trong khối đá.

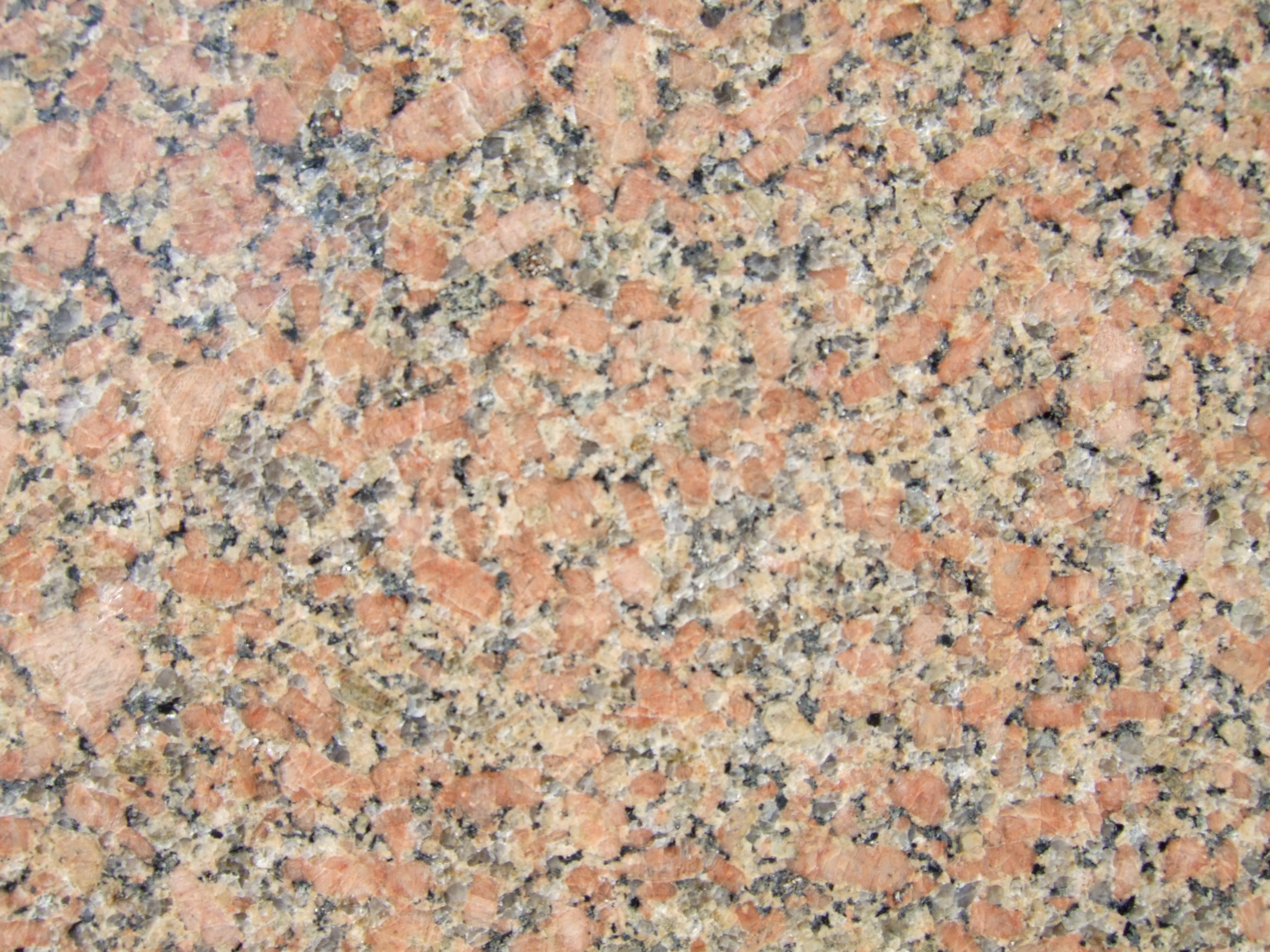
Granit, kiến trúc hạt thô
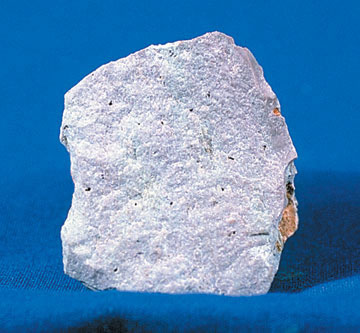
Ryolit, kiến trúc hạt mịn
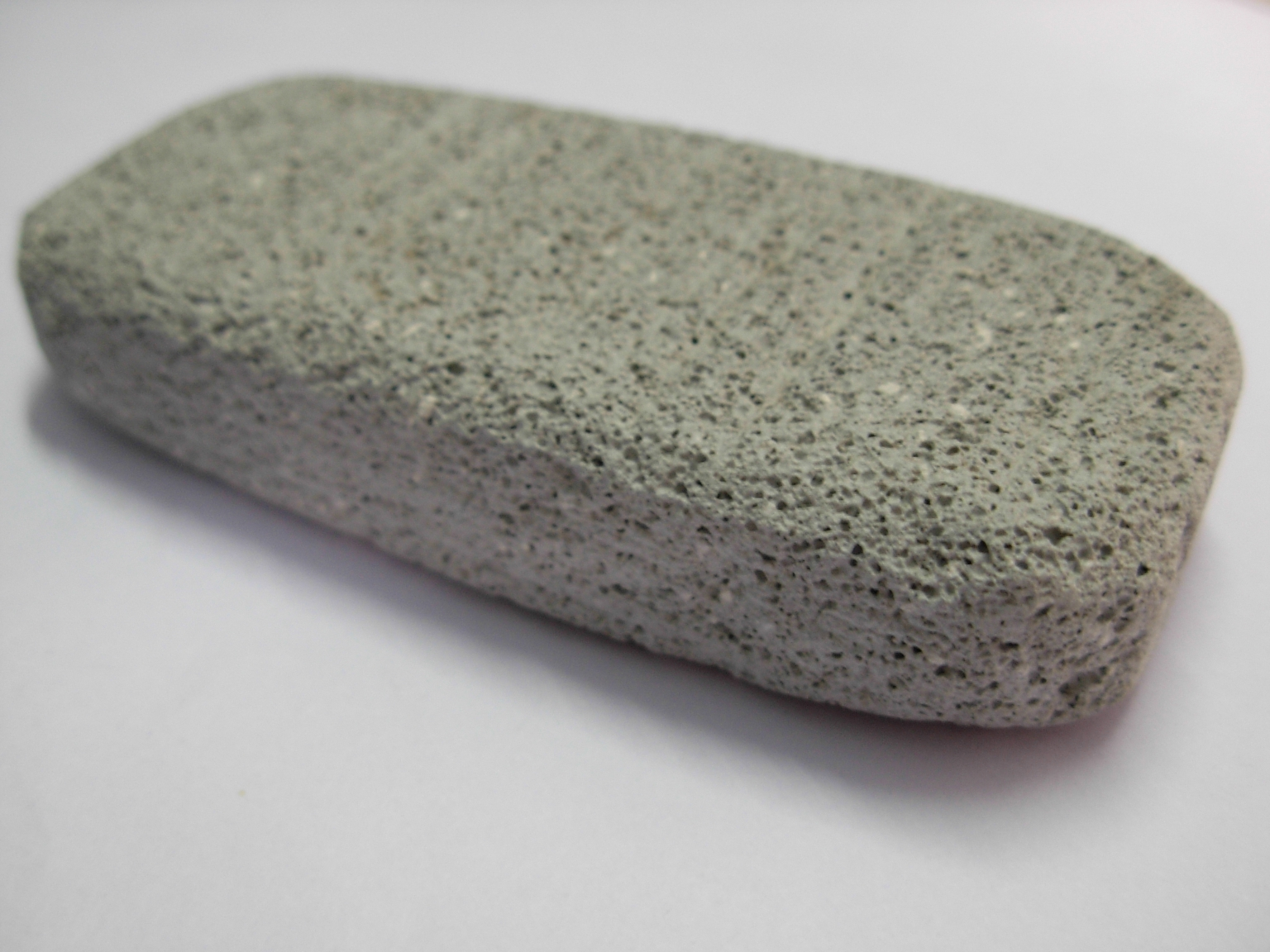
Đá bọt, kiến trúc thủy tinh chứa các bọt (lỗ rỗng)
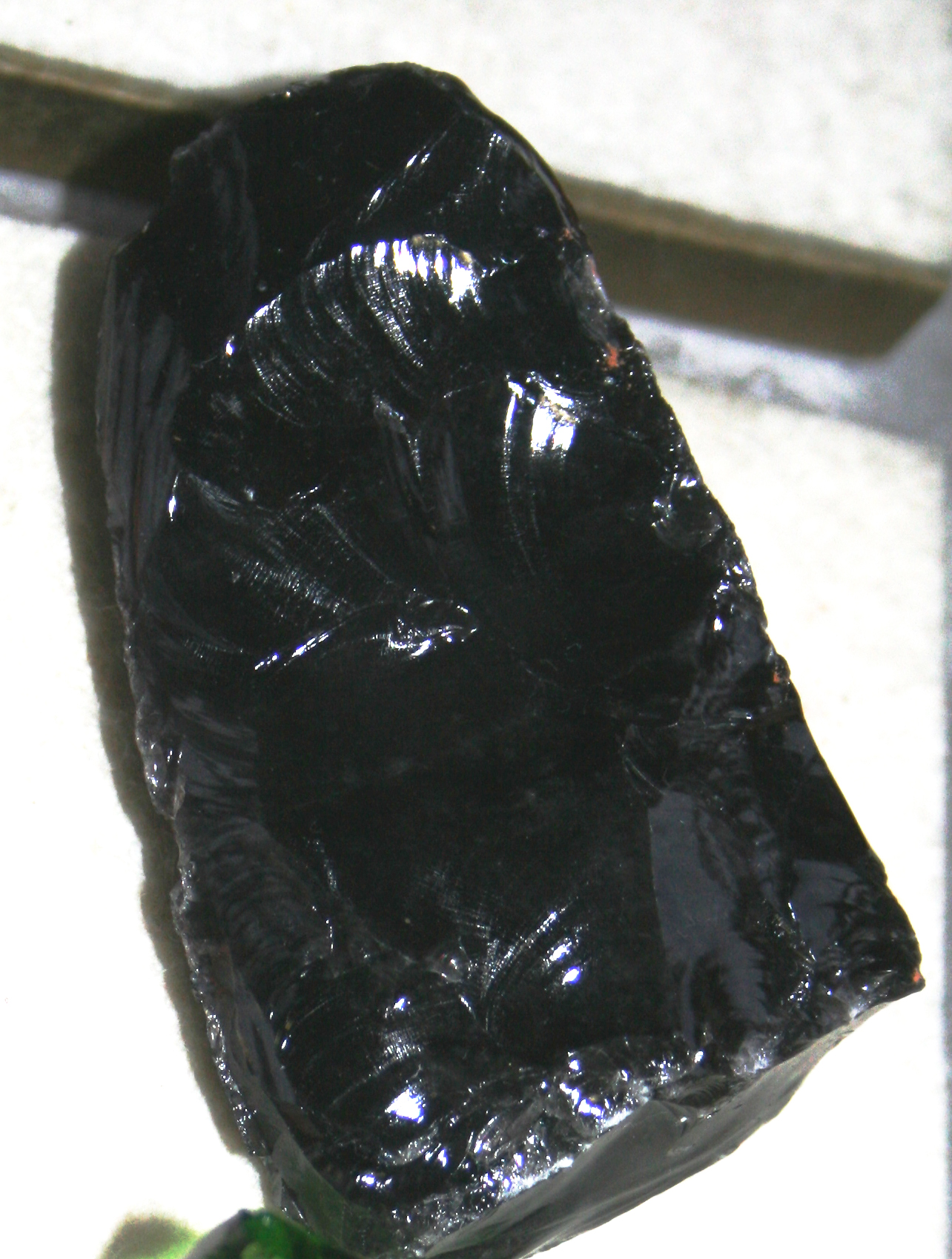
Obsidian, kiến trúc thủy tinh

### Các loại đá magma

Thành phần khoáng vật học của đá magma theo hàm lượng silica (SiO2) giảm dần. Tên đá chú thích kèm theo.

Đá magma chia theo thành phần SiO2 và theo môi trường thành tạo được miêu tả trong bảng bên dưới.
|                     | Thành phần (% SiO2) |                       |                  |                    |
| Phương thức diễn ra | Felsic (> 66 %)     | Trung gian (52 - 66%) | Mafic (45 - 52%) | Siêu mafic (< 45%) |
| Xâm nhập            | Granit              | Điôrit                | Gabbrô           | Periđôtit          |
| Phun trào           | Riôlit              | Anđêsit               | Bazan            |                    |

#### Đá magma xâm nhập
Đá magma xâm nhập được thành tạo khi dung dịch macma nguội đi và các tinh thể khoáng vật kết tinh chậm bên trong vỏ Trái Đất. Các tinh thể kết tinh rõ ràng, các đá loại này thường có cấu tạo đặc sít. Sự kết tinh của dung dịch magma trong giai đoạn sau có môi trường thuận lợi để hình thành loại đá có kích thước hạt rất to như pegmatit. Các đá xâm nhập có mặt trong các dãy núi cổ và hiện đại, tuy nhiên chúng chỉ có trên các lục địa.

#### Đá mạch
Đá mạch là các loại đá xâm nhập khi magma đi lên theo các khe nứt kiến tạo, đứt gãy hoặc các đá có trước bị yếu đi do các yếu tố kiến tạo. Các quá trình hình thành loại đá này có thể xảy ra trên cạn hoặc dưới đáy biển. Quá trình kết tinh có thể xảy ra ở các cấp áp suất và nhiệt độ đa dạng tùy thuộc vào vị trí và thế nằm của chúng. Chúng được chia như sau:
- Thể bất chỉnh hợp: Đá thể tường (dike).
- Thể chỉnh hợp: Đá thể bàn hay đá thể bảng (sill), đá thể nấm (laccolith) và đá thể bồn (lopolith).

#### Đá magma phun trào
Đá magma phun trào được thành tạo khi dung dịch magma phun trào lên trên bề mặt đất; có sự giải phóng các chất khí có trong dung dịch macma một cách mãnh liệt, các đá macma phún xuất thường có cấu tạo rỗng xốp.
Trên mặt đất, do nguội lạnh nhanh, macma không kịp kết tinh, hoặc chỉ kết tinh được một bộ phận với kích thước tinh thể rất nhỏ, chưa hoàn chỉnh, còn đại bộ phận tồn tại ở dạng vô đình hình, trong đá có lẫn nhiều bọt khí (do đang sôi và bị nguội lạnh nhanh): đó là dạng macma phún xuất chặt chẽ. Ví dụ Đá diabase, bazan, andezit. Có tính chất rỗng nhẹ, cứng và rất giòn. Sử dụng làm cốt liệu cho bê tông nhẹ, dụng làm phụ gia hoạt tính cho bê tông và xi măng…

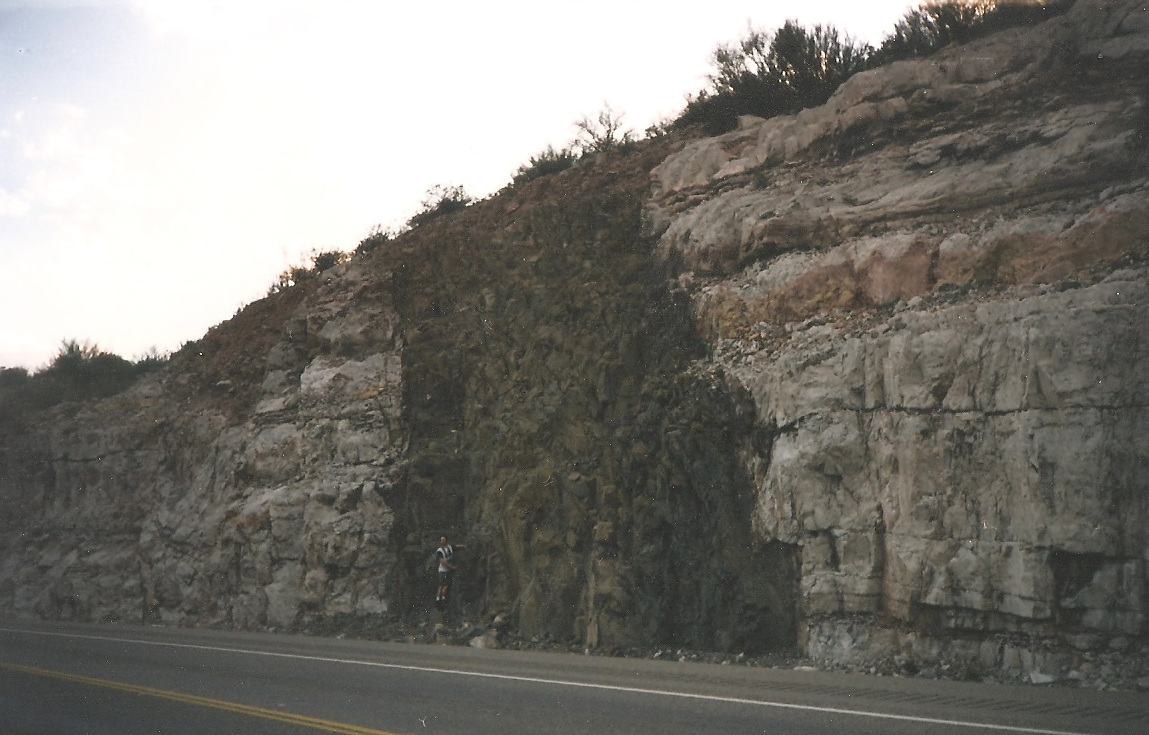
Mạch diabase (màu đen) cắt qua đá vôi ở Arizona

Khi macma đang sủi bọt, gặp lạnh đông lại nên rất xốp và nhẹ, hoặc phần macma bị phun lên cao, bay xa, nguội nhanh, hơi nước, khí thoát ra nhiều nên có kết cấu rỗng vụn, lỗ nhỏ: đó là dạng macma phún xuất rời rạc. Ví dụ Tro, túp núi lửa, túp dung nham. Tính chất nhẹ. Dùng làm phụ gia trơ cho bê tông và xi măng. Ngoài các núi lửa trên đất liền, một lượng lớn đá này hình thành một cách liên tục ở các sống núi giữa đại dương.

### Thế nằm của đá

#### Những yếu tố ảnh hưởng đến dạng nằm của đá magma
- Hoạt tính của magma: Hoạt tính của magma liên quan tới tác dụng hóa học của magma. Nó được thể hiện thông qua hàm lượng chất bốc, độ nhớt, trọng lực, áp suất thủy tĩnh... Hoạt tính còn liên quan đến:
  - Trọng lực do sự chênh lệch tỷ trọng giữa đá magma và đá vây quanh: khiến cho magma di chuyển vào đá vây quanh khi có điều kiện thuận lợi.
  - Áp suất thủy tĩnh (là áp suất của các khối đá trên đè xuống các khối đá dưới) do đó mà magma ở dưới độ sâu càng lớn thì có áp suất thủy tĩnh càng lớn và lò magma luôn có xu hướng dâng lên các tầng trên của Vỏ Trái Đất để tạo nên các thể xâm nhập dạng vỉa, nấm...
  - Sự phá huỷ các cân bằng tướng khí lỏng của magma, magma có áp suất khí cao khi dâng lên phần nông của Vỏ Trái Đất, áp suất mái giảm đi có thể gây nổ và tạo các ống nổ.
  - Độ nhớt của magma và độ nhớt này ảnh hưởng đến hình dạng của thể đá magma: độ nhớt của magma phụ thuộc vào thành phần hóa học của magma, magma có độ nhớt càng thấp thì càng dễ chảy tràn và ngược lại (magma base có độ nhớt thấp thì khi đưa lên bề mặt thường chảy tràn còn magma axit có độ nhớt cao thì thường tạo khối).
- Chất bốc (khí trong magma): Những magma giàu chất bốc sẽ xuất hiện các lực đưa magma xuyên vào đá vây quanh dễ dàng hơn magma nghèo chất bốc.
- Yếu tố ngoại sinh bao gồm:
  - Hoạt động kiến tạo: Các hoạt động kiến tạo mức độ khác nhau sẽ tạo các đường dẫn khác nhau, từ đó sẽ dẫn đến hình dạng khác nhau của các thể đá magma.
  - Đặc điểm địa hình và đá vây quanh.

#### Dạng nằm của các đá magma xâm nhập
- Thể nền (batolit): bất chỉnh hợp với đá vây quanh, phình ra ở phía dưới và không có đáy. Kích thước thường rất lớn, tới hàng ngàn km2.
- Thể cán: giống thể nền, chỉ khác kích thước nhỏ hơn, diện tích lộ không quá 100-200km2.
- Thể vỉa: do magma có áp lực xuyên vào khoảng giữa hai lớp đá, nó có hai mặt tiếp xúc song song, đường đưa magma lên là những khe nứt, đứt gãy. Kích thước rất khác nhau, bề dày từ vài chục mét đến hàng trăm mét. Chỉnh hợp với đá vây quanh
- Thể nấm: giống hình cái nấm hoặc bánh dày, phân biệt với thể vỉa do kích thước tương đối (chiều dày:chiều rộng>1:8), ngoài rìa mỏng dần so với phần trung tâm. Thường là các thể xâm nhập nông, nằm chỉnh hợp với đá vây quanh.
- Thể thấu kính, thể chậu: thường nằm kẹp giữa các nếp uốn, do khối nhỏ magma xuyên vào vỏ Trái Đất rồi bị cuốn theo chuyển động dẻo, chúng thường không có rễ, chỉnh hợp với đá vây quanh.
- Thể tường: nằm dốc đứng bất chỉnh hợp với đá vây quanh, kích thước từ vài chục mét đến hàng trăm km.

#### Dạng nằm của đá magma phun trào
- Dạng dòng dung nham.
- Dạng lớp phủ.
- Dạng vòm, kim, tháp.

## Đá trầm tích

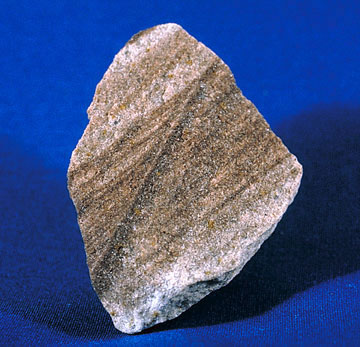
Đá thạch anh.

Phần lớn lớp vỏ Trái Đất được cấu tạo bởi các đá magma và đá biến chất, ước tính chúng chiếm khoảng 90-95% trong 16 km tính từ bề mặt Trái Đất. Dù vậy, hầu hết bề mặt trái Đất được bao phủ bởi trầm tích. Về cơ bản tất cả đáy biển được phủ bởi trầm tích, và 70-80% các lục địa được bao phủ bởi các đá trầm tích. Hầu hết các hóa thạch được phát hiện trong trầm tích, đá trầm tích và đá biến chất từ đá trầm tích, chúng là các dấu hiện quan trọng cho việc tìm hiểu các điều kiện môi trường mà trước đây từng tồn tại trên bề mặt Trái Đất. Các nguồn năng lượng như dầu mỏ, khí thiên nhiên, than đá và urani được chiết tách từ đá trầm tích.
Đá trầm tích được tạo ra từ sự lắng đọng của các mảnh vụn hoặc các chất hữu cơ, hay các chất kết tủa hóa học (các chất còn lại sau quá trình bay hơi), được nối tiếp bằng sự kết đặc của các chất cụ thể và quá trình xi măng hóa. Quá trình xi măng hóa có thể diễn ra tại hoặc gần bề mặt Trái Đất, đặc biệt là đối với các loại trầm tích giàu cacbonat.

### Đặc điểm
Do được hình thành trong các điều kiện môi trường năng lượng thấp nên đá trầm tích có các đặc điểm chung là: 
- Có tính phân lớp rõ rệt, chiều dày, màu sắc, thành phần, độ lớn của hạt, độ cứng... của các lớp cũng khác nhau.
- Cường độ nén theo phương vuông góc với các lớp luôn luôn cao hơn cường độ nén theo phương song song với thớ.
- Đá trầm tích không đặc, chắc bằng đá magma (do các chất keo kết thiên nhiên không chèn đầy giữa các hạt hoặc do bản thân các chất keo kết co lại). Vì thế cường độ của đá trầm tích thấp hơn, độ hút nước cao hơn. Một số loại đá trầm tích khi bị hút nước, cường độ giảm đi rõ rệt, có khi bị tan rã trong nước. Đá trầm tích rất phổ biến, dễ gia công nên được sử dụng khá rộng rãi.

### Phân loại
Do sự tích tụ, lắng đọng hay kết tủa trong nước của các khoáng chất, của đất đá bị phong hóa, vỡ vụn tích lũy thành khối mà thành. Dựa vào nguồn gốc hình thành có ba loại:

#### Đá trầm tích mảnh vụn

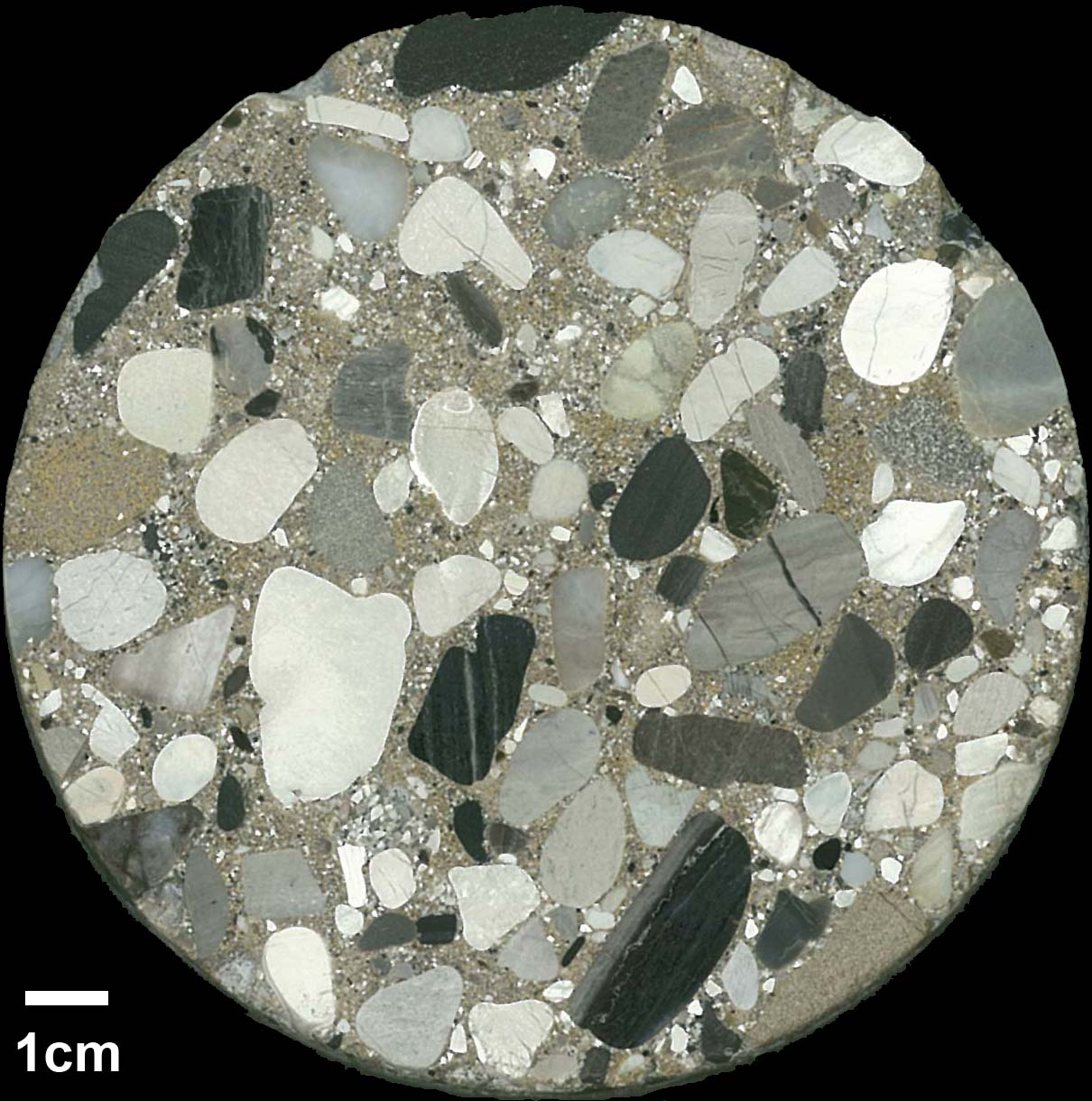
Một mẫu cuội kết mài láng lấy từ mẫu lõi khoan ngoài khơi Alaska, ở độ sâu 3.000 m.

Đá trầm tích mảnh vụn hay trầm tích cơ học được hình thành từ các sản phẩm vụn nát sinh ra trong quá trình phong hóa các loại đá có trước tích tụ lại mà thành. Về cấu tạo, đá mảnh vụn gồm hai hợp phần là các mảnh vụn và xi măng gắn kết các mảnh vụn đó lại. Phần mảnh vụn là các hạt có nhiều kích thước khác nhau, và thành phần khác nhau; còn xi măng là các hạt có kích thước nhỏ hơn cỡ hạt sét như xi măng sét, xi măng vôi hoặc xi măng silic. Một số đá trầm tích mảnh vụn thường gặp như dăm kết, cuội kết, sa thạch.

#### Đá trầm tích hóa học
Đá trầm tích hóa học tạo thành do các khoáng chất hòa tan trong nước lắng đọng, kết tủa lại, như đá vôi dolomit. thạch cao, anhydride, tup đá vôi…
Đá vôi chiếm khoảng 10-15% của các loại đá trầm tích của Trái Đất. Cacbonat calci, CaCO3, có tồn tại ở hai loại khoáng vật là canxit và aragonit. Đá vôi có thể được hình thành trong nhiều cách khác nhau, calci cacbonat có thể được kết tủa từ nước biển bão hòa, hoặc sinh học, động vật có vỏ đá vôi để lại vỏ. Có cả động vật hình thành khung xương aragonit và động vật hình thành khung xương calcit, và tùy thuộc vào loại động vật sinh sống ở một hốc đá vôi có thể khác nhau đáng kể giữa các địa điểm.
Loại phổ biến nhất của các loại đá kết tủa hóa học là evaporit, được hình thành khi nước giàu muối hòa tan bị bốc hơi. Khi bay hơi nồng độ muối tăng cho đến khi nước được bão hòa và muối bắt đầu kết tủa. Một lượng lớn các đá evaporit hình thành khi biển bốc hơi trong khu vực Địa Trung Hải trong suốt thế Miocene và dọc theo bờ Biển Chết ngày nay. Các loại khoáng evaporit gồm thạch cao (CaSO4·2H2O), thạch cao khan (CaSO4) và halit (NaCl).

#### Đá trầm tích hữu cơ
Trầm tích hữu cơ tạo thành do sự tích tụ xác động vật, thực vật như đá vôi, đá vôi vỏ sò, đá phấn, đá diatomit, trepen… Trầm tích hữu cơ thường bị các vi sinh vật tiêu thụ oxy phá hủy. Tuy nhiên, nếu lượng oxy không đủ, vi sinh vật không thể phá hủy toàn bộ nguyên liệu, và nó có thể tạo thành một tảng đá hữu cơ. Các loại đá này có thể được hình thành cả trên các lục địa và đại dương. Ví dụ về một môi trường lục địa là than và biển là đá phiến dầu. Thành phần của hợp chất carbon và carbon có thể lên tới 25% và hàm lượng lưu huỳnh có thể lên tới 12%.

#### Đá trầm tích núi lửa
Đá hình thành do mảnh vụn của núi lửa lắng đọng và nén ép thành đá như tuff.

## Đá biến chất
| Đá biến chất (điển hình)                       | Đá biến chất (điển hình)               |
| ---------------------------------------------- | -------------------------------------- |
| - Amphibolit - Đá phiến - Gneiss - Halleflinta | - Leptit - Đá hoa - Migmatit - Steatit |

Sơ đồ các tướng biến chất bên trong Trái Đất.

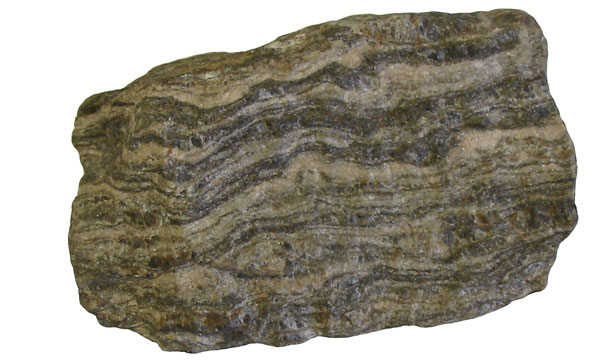
Gneiss, đá biến chất cấu tạo phân phiến hình thành trong quá trình biến chất khu vực.

Đá biến chất được tạo ra từ sự thay đổi của bất kỳ loại đá nào (bao gồm cả đá biến chất đã hình thành trước đó) đối với các điều kiện thay đổi của môi trường như nhiệt độ và áp suất so với các điều kiện nguyên thủy mà các loại đá đó được hình thành. Các điều kiện nhiệt độ và áp suất này luôn luôn cao hơn so với các chỉ số của chúng ở bề mặt Trái Đất, và phải đủ cao để có thể thay đổi các khoáng chất nguyên thủy thành các dạng khoáng chất khác hoặc thành các dạng khác của cùng một khoáng chất (ví dụ bằng sự tái kết tinh).
Mức độ biến chất của đá có thể được miêu tả qua một số tướng, mỗi tướng đặc trưng bởi một số loại đá có khoáng sản đi kèm trong một giới hạn nhiệt độ và áp suất nhất định. Lý thuyết về tướng biến chất được nhà địa chất Phần Lan, Pentti Eskola đưa ra năm 1915, lý thuyết này là sự phát triển tiếp theo của công trình phiến biến chất được Viktor M. Goldschmidts đưa ra từ thập niên 1900.
Trong trường hợp nhiệt độ là yếu tố chính thì biến chất xảy ra theo đường màu xanh lá cây (hình bên) tạo ra đá biến chất tướng amphibolit và granulit. Trong trường hợp va mảng mà yếu tố chi phối là áp lực thì tạo nên tướng đá phiến lam và eclogit.

### Môi trường biến chất
Biến chất khu vực xảy ra trong khu vực rộng lớn, chẳng hạn như các dãy núi. Khi các mảng kiến tạo hội tụ và các tầng trên của các lớp gấp lại và ép xuống làm những lớp đá hình thành trước bị lún sâu hơn, bên trên là những lớp trầm tích mới tích tụ dần gây nên áp lực và nhiệt độ gia tăng. Điều này dẫn đến cả hai quá trình tái kết tinh và thay đổi cấu trúc. Loại đá này có tính phân phiến (lớp mỏng) nên tính chất cơ học kém hơn đá magma. Ví dụ Đá gơnai (do đá granit tái kết tinh), phiến sét (do sự biến chất của đất sét dươi áp lực cao).
Biến chất tiếp xúc xảy ra khi đá nằm bên cạnh một khối magma bị ảnh hưởng bởi nhiệt từ magma. Kích thước của magma ảnh hưởng đến khoảng cách mà khối đá có trước bị biến chất. Trong một thể magma lớn, giống như một thể batolit lớn có thể đến vài km, thì lớp biến chất tiếp xúc có thể chỉ vài cm. Biến chất tiếp xúc xảy ra ở tất cả các độ sâu trong lớp vỏ, nhưng là rõ ràng nhất khi nó xảy ra gần bề mặt, bởi vì áp lực thấp, và độ lệch nhiệt độ quá lớn. Vì biến chất tiếp xúc không liên quan đến bất kỳ áp lực nào tác động lên nên các tinh thể không định hướng theo bất kỳ hướng nào. Ví dụ đá hoa (do tái kết tinh đá vôi và đá đôlômit dưới tác dụng của nhiệt độ và áp suất cao mà thành), thạch anh (biến chất từ cát)…
Biến chất nhiệt dịch xảy ra khi dòng nhiệt dịch nóng xen vào trong các khe nứt làm ảnh hưởng đến khối đá có trước. Điều này thường xảy ra trong các khe nứt của các hoạt động lửa, vì điều này góp phần ra nhiệt cần thiết.
Biến chất va chạm xảy ra khi thiên thạch va chạm bề mặt đất, do động năng rất lớn của thiên thạch được chuyển thành nhiệt và áp suất trong đá bị va chạm. Trong một số trường hợp, những tác động này tạo thành các coesit, một loại silica mật độ lớn, và thậm chí hình thành các hạt kim cương nhỏ. Sự hiện diện của các khoáng chất như trên cho thấy rằng ít nhất là thiên thạch đã tạo ra áp lực và nhiệt độ gây biến đổi phần trên cùng, nơi mà các khoáng vật thường được hình thành.

### Cấu tạo
Cấu tạo đặc trưng của đá biến chất là phân phiến, đó là sự sắp xếp có định hướng của các khoáng vật dưới tác động của áp suất chính trong quá trình hình thành đá biến chất, ví dụ như đá gneiss, đá phiến lam, đá phiến lục. Phương áp lực sẽ vuông góc với mặt phẳng chứa các phiến. Dựa vào đặc điểm này, người ta có thể tái hiện môi trường kiến tạo vào lúc mà đá đó được hình thành. Tuy nhiên, không phải đá biến chất nào cũng có cấu tạo phân phiến. Các đá không có cấu tạo phân phiến như quartzit, đá hoa, đá sừng.

## Thiên thạch

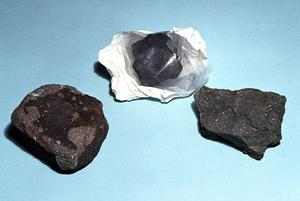
C chondrit

Thiên thạch là một loại đá có nguồn gốc trong không gian chứ không phải hình thành trên Trái Đất. Một số thiên thạch có thể là dấu tích còn sót lại từ sự hình thành hệ Mặt Trời cách nay hơn 4,6 tỷ năm. Thiên thạch thường bao gồm khoáng vật silicat (95%) và rất nhiều hợp kim sắt - nickel, hoặc sự kết hợp cả hai (5%).
Thiên thạch sắt bao gồm hợp kim sắt-nickel và chiếm khoảng 3,8% của tất cả thiên thạch. Chúng được cho là bao gồm các vật liệu từ lõi của các tiểu hành tinh bị gián đoạn. Thiên thạch sắt rơi vào ba nhóm tùy thuộc vào thành phần nickel/sắt và cấu trúc tinh thể; hexahedriter chứa 4-6% nickel, octahedriter chứa 6-12% nickel và ataxiter chứa nhiều hơn 12% nickel. Cấu trúc tinh thể của hexahedriter giống như một hình chữ nhật, octahedriter có mô hình lục giác và ataxiter không có cấu trúc tinh thể khác nhau.
Thiên thạch sắt đá bao gồm một hỗn hợp xấp xỉ bằng hợp kim sắt-nickel và khoáng chất silicat và tương ứng với khoảng 0,5% của tất cả các thiên thạch được biết đến. Chúng được cho là thành tạo từ vật liệu từ khu vực tiếp giáp giữa lõi thiên thể và lớp vỏ của nó.

## Sử dụng

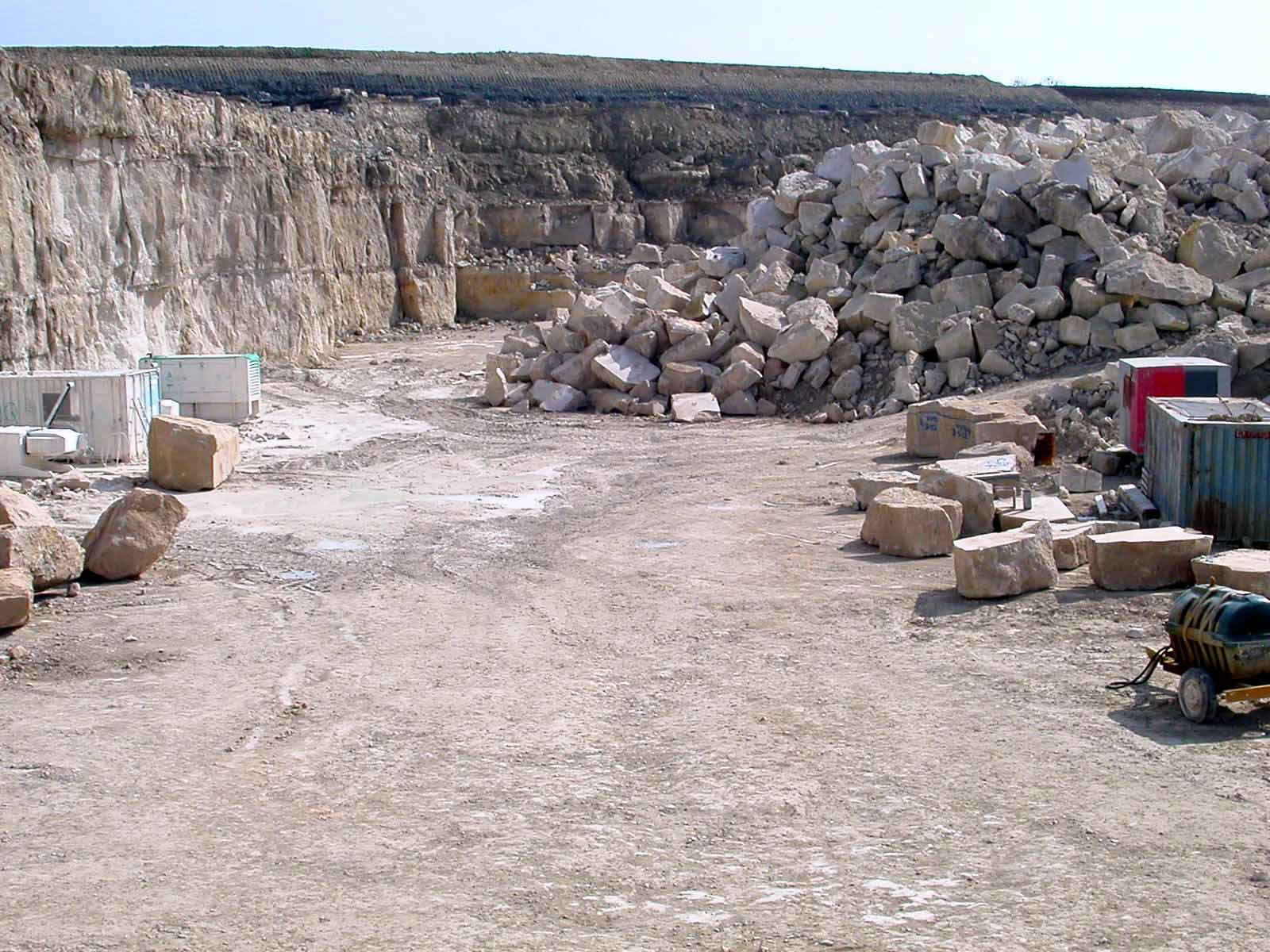
Mỏ đá Portland trên đảo Portland, Anh. Đây là loại đá được dùng nhiều trong xây dựng trên đảo Anh như Nhà thờ Thánh Paul và Cung điện Buckingham.

Đá là một loại vật liệu gắn liền với lịch sử phát triển của loài người. Thời tiền sử, bắt đầu thời đại đồ đá con người đã biết dùng đá để làm vũ khí tự vệ, săn bắn, công cụ sản xuất. Những công trình bằng đá nổi tiếng như kim tự tháp, Angkor Wat, thành Babylon, El-Djem (Tuynizi), Colisée (Ý), Bourgogne (Pháp), Épidayre (Hy Lạp), vv.

### Làm vật liệu xây dựng
Là sản phẩm sản xuất từ đá thiên nhiên bằng phương pháp gia công cơ học hoặc do phong hóa tự nhiên như: đá hộc, đá tấm (phiến), đá dăm, cát...
Từ đá thiên nhiên có thể chế tạo một số chất kết dính như xi măng (đá vôi+ đất sét+ nung + clinker, nghiền +PG XM), vôi (nung đá vôi CaCO3), thạch cao xd CaSO4.0.5H2O (nung đá thạch cao CaSO4.2H2O) …
Vật liệu đá xây dựng được sử dụng rộng rãi nhờ có những ưu điểm sau:
- Cường độ chịu nén cao, Rn cao.
- Bền vững trong môi trường sử dụng.
- Dùng để trang trí như đá hoa, đá granit (hay đá hoa cương), đá gabro, đá biến chất tái kết tinh và một số loại đá phiến.[23]
- Giá thành thấp, tận dụng được nguồn nguyên liệu địa phương.
- Bên cạnh đó còn có một số nhược điểm: khối lượng thể tích lớn, quá trình gia công phức tạp, vận chuyển và thi công khó khăn.

Tính chất các đá làm vật liệu xây dựng bao gồm trọng lượng thể tích và cường độ ở trạng thái khô, như các loại nhẹ (trọng lượng < 1800 kg/m3 và có mác tương ứng 5, 10, 15, 75, 100, 150 kG/cm2) thường dùng xây tường cho nhà cần cách nhiệt; loại nặng (> 1800 kg/m3 và có mác tương ứng 100, 150, 200, 400, 600, 800, 1000 kG/cm2) dùng trong các công trình chịu lực, công trình thủy công để xây móng, tường chắn, lớp phủ bờ kè, ốp lát…
- Theo hệ số mềm, các đá được chia thành 4 cấp:? 0.6; 0.6 - 0.75; 0.75 - 0.9;và? 0.9.
- Theo yêu cầu sử dụng và mức độ gia công
  - Đá hộc: gia công theo phương pháp nổ mìn. Dùng để xây móng nhà, tường chắn, trụ cầu,
  - Đá đẽo thô, vừa, kỹ tùy theo yêu cầu sử dụng của công trình.
  - Đá kiểu: được chọn lọc kỹ, chất lượng cao, dùng để trang trí cho các công trình.
  - Đá phiến: để ốp lát, trang trí.
  - Đá dăm: làm cốt liệu trộn bê tông.